# 5e étape du Tour de France 2024
Pour un article plus général, voir Tour de France 2024.
La 5e étape du Tour de France 2024 se déroule le mercredi 3 juillet 2024 entre Saint-Jean-de-Maurienne en Savoie et Saint-Vulbas dans l'Ain, sur une distance de 177,4 kilomètres. Elle voit la 35e victoire d’étape de Mark Cavendish sur le Tour de France, soit le record absolu.

## Parcours
Partant de la commune savoyarde de Saint-Jean-de-Maurienne située dans une vallée alpine, le parcours quitte ce massif pour un un terrain relativement plat excepté la côte de Lhuis, franchie à 34 km de l'arrivée organisée dans la commune aindinoise de Saint-Vulbas comptant un peu plus de 1 200 habitants. Cette étape pourrait convenir aux sprinteurs qui ont bien récupéré de l'étape alpestre de la veille.

## Déroulement de la course
Après près de 30 kilomètres de calme dans le peloton où aucune attaque ne surgit, les Français Clément Russo et Mattéo Vercher pour Groupama-FDJ et TotalEnergies s’échappent et comptent jusqu'à 5 minutes d’avance.
Sous l'impulsion des équipes de sprinteurs, le duo tricolore est repris à une quarantaine de kilomètres de l'arrivée. La victoire ne peut donc pas échapper à un sprinteur. 
L’emballage final est remporté par Mark Cavendish après une chute de plusieurs coureurs dont le Danois Mads Pedersen dans les derniers mètres. Malgré un saut de chaîne à quelques mètres de la ligne d'arrivée, le natif de l’île de Man remporte donc sa 35e victoire d’étape sur le Tour et devient désormais le coureur comptabilisant le plus de victoires d’étapes sur le Tour de France. Le maillot vert revient à l'Érythréen Biniam Girmay, premier Africain de l'histoire à revêtir cette tunique. Après visionnage du sprint, l'Allemand Phil Bauhaus a été déclassé pour changement dangereux de file.

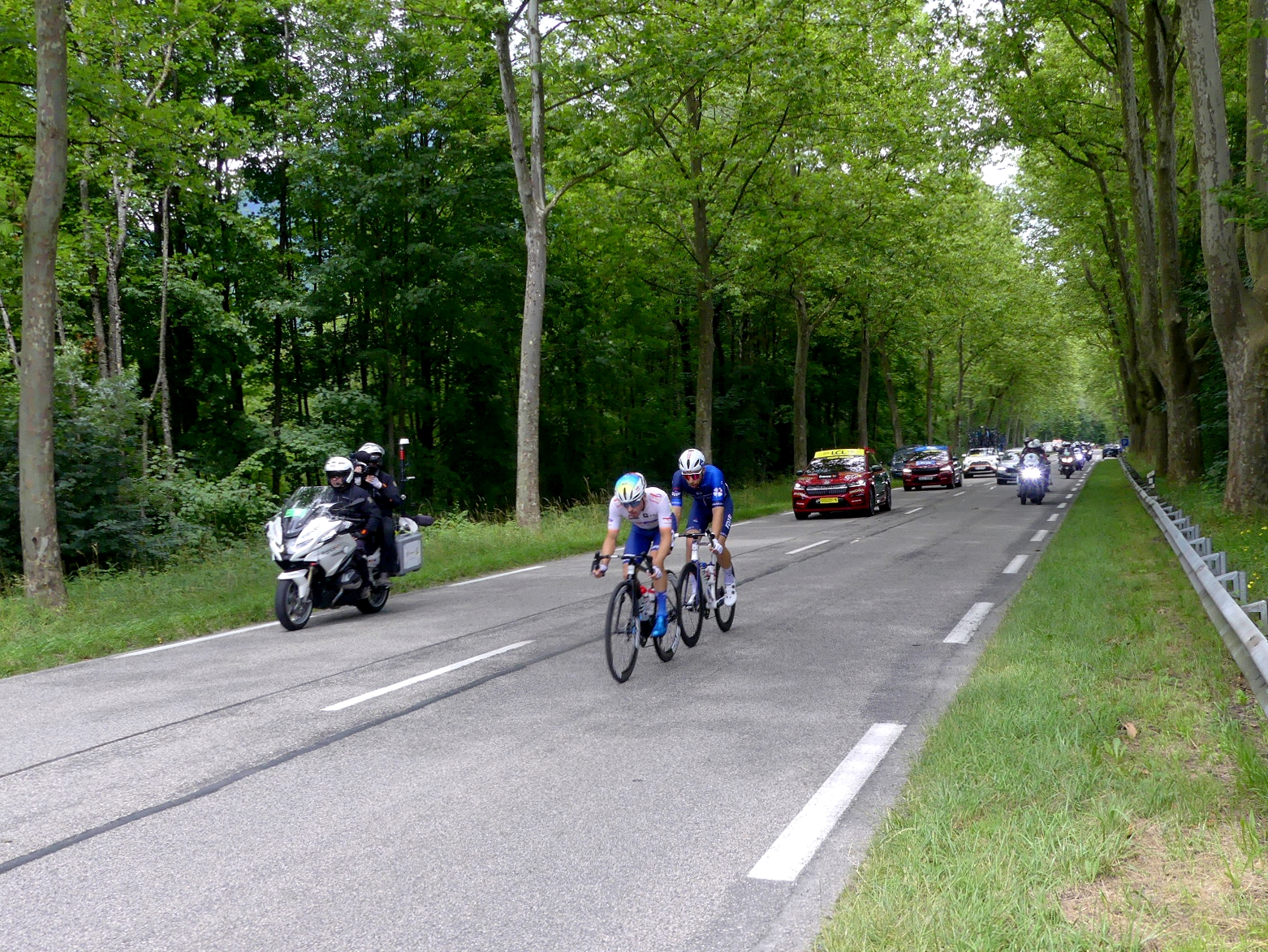
L'échappée en combe de Savoie.
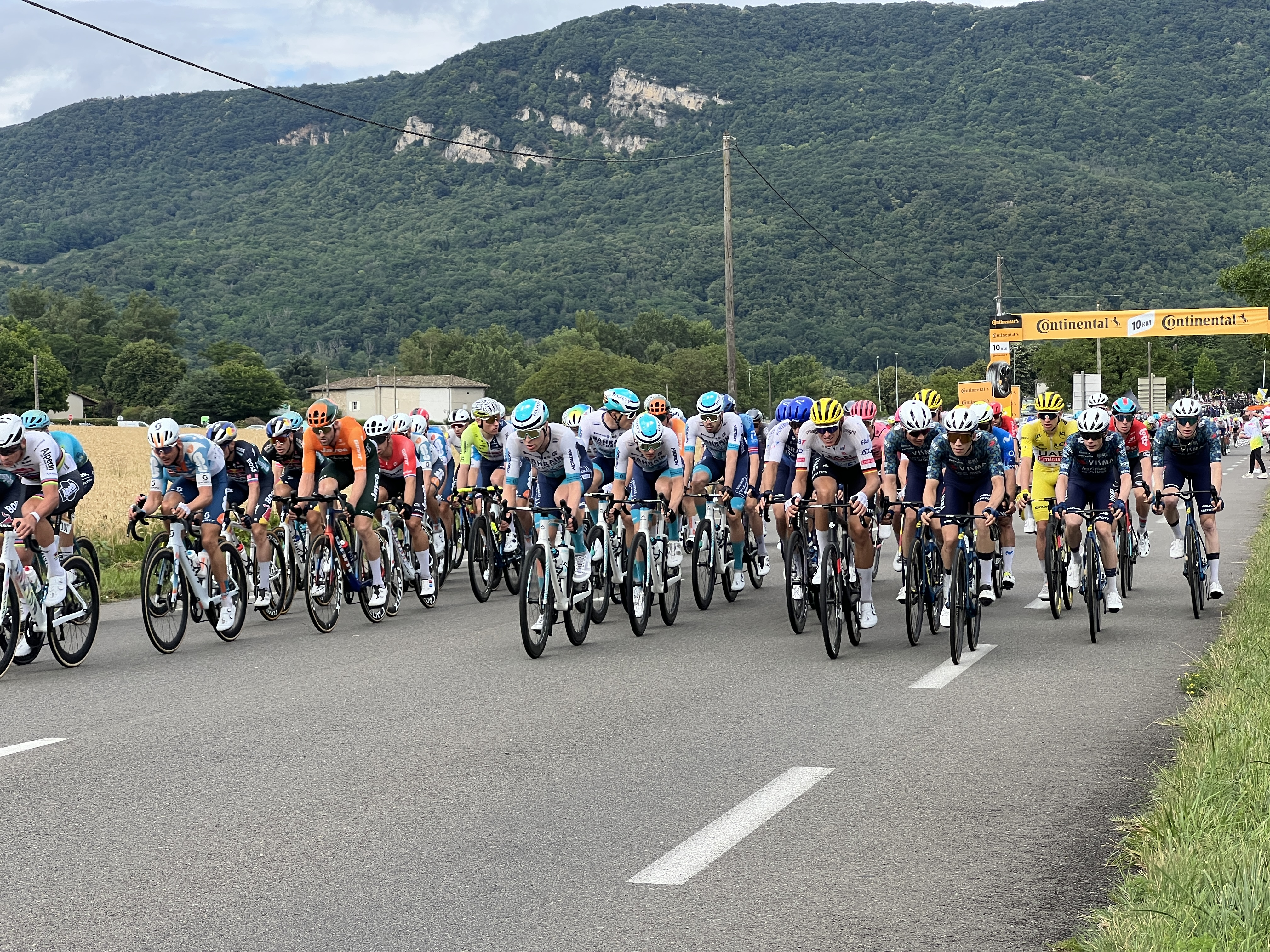
Le peloton à 10 km de l'arrivée.

## Résultats
Cette section présente les résultats et prix obtenus au cours de l'étape.

### Classement de l'étape
| Classement de la 5e étape | Classement de la 5e étape | Classement de la 5e étape | Classement de la 5e étape | Classement de la 5e étape |
|                           | Coureur                   | Pays                      | Équipe                    | Temps                     |
| ------------------------- | ------------------------- | ------------------------- | ------------------------- | ------------------------- |
| 1er                       | Mark Cavendish            | Royaume-Uni               | Astana Qazaqstan Team     | en 4 h 8 min 46 s         |
| 2e                        | Jasper Philipsen          | Belgique                  | Alpecin-Deceuninck        | + 0 s                     |
| 3e                        | Alexander Kristoff        | Norvège                   | Uno-X Mobility            | + 0 s                     |
| 4e                        | Arnaud De Lie             | Belgique                  | Lotto Dstny               | + 0 s                     |
| 5e                        | Fabio Jakobsen            | Pays-Bas                  | Team dsm-firmenich PostNL | + 0 s                     |
| 6e                        | Pascal Ackermann          | Allemagne                 | Israel-Premier Tech       | + 0 s                     |
| 7e                        | Arnaud Démare             | France                    | Arkéa-B&B Hotels          | + 0 s                     |
| 8e                        | Gerben Thijssen           | Belgique                  | Intermarché-Wanty         | + 0 s                     |
| 9e                        | Biniam Girmay             | Érythrée                  | Intermarché-Wanty         | + 0 s                     |
| 10e                       | Marijn van den Berg       | Pays-Bas                  | EF Education-EasyPost     | + 0 s                     |
| modifier                  |                           |                           |                           |                           |

### Bonifications en temps
|   | Coureur            | Pays        | Équipe                | Secondes |
| - | ------------------ | ----------- | --------------------- | -------- |
| 1 | Mark Cavendish     | Royaume-Uni | Astana Qazaqstan Team | 10 s     |
| 2 | Jasper Philipsen   | Belgique    | Alpecin-Deceuninck    | 6 s      |
| 3 | Alexander Kristoff | Norvège     | Uno-X Mobility        | 4 s      |

### Points attribués
| Sprint intermédiaire Aoste (km 123,2) | Sprint intermédiaire Aoste (km 123,2) | Sprint intermédiaire Aoste (km 123,2) | Sprint intermédiaire Aoste (km 123,2) | Sprint intermédiaire Aoste (km 123,2) |
| ------------------------------------- | ------------------------------------- | ------------------------------------- | ------------------------------------- | ------------------------------------- |
|                                       | Coureur                               | Pays                                  | Équipe                                | Point(s)                              |
| 1er                                   | Clément Russo                         | France                                | Groupama-FDJ                          | 20                                    |
| 2e                                    | Mattéo Vercher                        | France                                | TotalEnergies                         | 17                                    |
| 3e                                    | Mads Pedersen                         | Danemark                              | Lidl-Trek                             | 15                                    |
| 4e                                    | Sam Bennett                           | Irlande                               | Decathlon-AG2R La Mondiale            | 13                                    |
| 5e                                    | Biniam Girmay                         | Érythrée                              | Intermarché-Wanty                     | 11                                    |
| 6e                                    | Jasper Philipsen                      | Belgique                              | Alpecin-Deceuninck                    | 10                                    |
| 7e                                    | Bryan Coquard                         | France                                | Cofidis                               | 9                                     |
| 8e                                    | Arnaud Démare                         | France                                | Arkéa-B&B Hotels                      | 8                                     |
| 9e                                    | Ryan Gibbons                          | Afrique du Sud                        | Lidl-Trek                             | 7                                     |
| 10e                                   | Fernando Gaviria                      | Colombie                              | Movistar Team                         | 6                                     |
| 11e                                   | Sandy Dujardin                        | France                                | TotalEnergies                         | 5                                     |
| 12e                                   | Mathieu van der Poel                  | Pays-Bas                              | Alpecin-Deceuninck                    | 4                                     |
| 13e                                   | Oliver Naesen                         | Belgique                              | Decathlon-AG2R La Mondiale            | 3                                     |
| 14e                                   | Jasper Stuyven                        | Belgique                              | Lidl-Trek                             | 2                                     |
| 15e                                   | Tim Wellens                           | Belgique                              | UAE Team Emirates                     | 1                                     |
| modifier                              |                                       |                                       |                                       |                                       |

| Arrivée d'étape Saint-Vulbas (km 177,4) | Arrivée d'étape Saint-Vulbas (km 177,4) | Arrivée d'étape Saint-Vulbas (km 177,4) | Arrivée d'étape Saint-Vulbas (km 177,4) | Arrivée d'étape Saint-Vulbas (km 177,4) |
| --------------------------------------- | --------------------------------------- | --------------------------------------- | --------------------------------------- | --------------------------------------- |
|                                         | Coureur                                 | Pays                                    | Équipe                                  | Point(s)                                |
| 1er                                     | Mark Cavendish                          | Royaume-Uni                             | Astana Qazaqstan Team                   | 50                                      |
| 2e                                      | Jasper Philipsen                        | Belgique                                | Alpecin-Deceuninck                      | 30                                      |
| 3e                                      | Alexander Kristoff                      | Norvège                                 | Uno-X Mobility                          | 20                                      |
| 4e                                      | Arnaud De Lie                           | Belgique                                | Lotto Dstny                             | 18                                      |
| 5e                                      | Fabio Jakobsen                          | Pays-Bas                                | Team dsm-firmenich PostNL               | 16                                      |
| 6e                                      | Pascal Ackermann                        | Allemagne                               | Israel-Premier Tech                     | 14                                      |
| 7e                                      | Arnaud Démare                           | France                                  | Arkéa-B&B Hotels                        | 12                                      |
| 8e                                      | Gerben Thijssen                         | Belgique                                | Intermarché-Wanty                       | 10                                      |
| 9e                                      | Biniam Girmay                           | Érythrée                                | Intermarché-Wanty                       | 8                                       |
| 10e                                     | Marijn van den Berg                     | Pays-Bas                                | EF Education-EasyPost                   | 7                                       |
| 11e                                     | Fernando Gaviria                        | Colombie                                | Movistar Team                           | 6                                       |
| 12e                                     | Dylan Groenewegen                       | Pays-Bas                                | Team Jayco AlUla                        | 5                                       |
| 13e                                     | Bryan Coquard                           | France                                  | Cofidis                                 | 4                                       |
| 14e                                     | Anthony Turgis                          | France                                  | TotalEnergies                           | 3                                       |
| 15e                                     | Sam Bennett                             | Irlande                                 | Decathlon-AG2R La Mondiale              | 2                                       |
| modifier                                |                                         |                                         |                                         |                                         |

| \| Coureur \| Pays \| Équipe \| Points \| \| ------------ \| --------- \| ------------------ \| ----------- \| \| Phil Bauhaus \| Allemagne \| Bahrain Victorious \| - 13 points \| |           |                    |             |
| Coureur | Pays      | Équipe             | Points      |
| Phil Bauhaus | Allemagne | Bahrain Victorious | - 13 points |

### Cols et côtes
| Côte du Cheval Blanc (km 104,6) 4e catégorie (1,5 km à 4,3 %) | Côte du Cheval Blanc (km 104,6) 4e catégorie (1,5 km à 4,3 %) | Côte du Cheval Blanc (km 104,6) 4e catégorie (1,5 km à 4,3 %) | Côte du Cheval Blanc (km 104,6) 4e catégorie (1,5 km à 4,3 %) | Côte du Cheval Blanc (km 104,6) 4e catégorie (1,5 km à 4,3 %) |
| ------------------------------------------------------------- | ------------------------------------------------------------- | ------------------------------------------------------------- | ------------------------------------------------------------- | ------------------------------------------------------------- |
|                                                               | Coureur                                                       | Pays                                                          | Équipe                                                        | Point(s)                                                      |
| 1er                                                           | Clément Russo                                                 | France                                                        | Groupama-FDJ                                                  | 1                                                             |
| modifier                                                      |                                                               |                                                               |                                                               |                                                               |

| Côte de Lhuis (km 142,8) 4e catégorie (3,0 km à 4,8 %) | Côte de Lhuis (km 142,8) 4e catégorie (3,0 km à 4,8 %) | Côte de Lhuis (km 142,8) 4e catégorie (3,0 km à 4,8 %) | Côte de Lhuis (km 142,8) 4e catégorie (3,0 km à 4,8 %) | Côte de Lhuis (km 142,8) 4e catégorie (3,0 km à 4,8 %) |
| ------------------------------------------------------ | ------------------------------------------------------ | ------------------------------------------------------ | ------------------------------------------------------ | ------------------------------------------------------ |
|                                                        | Coureur                                                | Pays                                                   | Équipe                                                 | Point(s)                                               |
| 1er                                                    | Jonas Abrahamsen                                       | Norvège                                                | Uno-X Mobility                                         | 1                                                      |
| modifier                                               |                                                        |                                                        |                                                        |                                                        |

### Prix de la combativité
- Clément Russo (Groupama-FDJ)

## Classements à l'issue de l'étape
Cette section présente le classement général et les différents classements annexes à l'issue de l'étape.

### Classement général
| Classement général | Classement général | Classement général | Classement général      | Classement général |
|                    | Coureur            | Pays               | Équipe                  | Temps              |
| ------------------ | ------------------ | ------------------ | ----------------------- | ------------------ |
| 1er                | Tadej Pogačar      | Slovénie           | UAE Team Emirates       | en 19 h 6 min 38 s |
| 2e                 | Remco Evenepoel    | Belgique           | Soudal Quick-Step       | + 45 s             |
| 3e                 | Jonas Vingegaard   | Danemark           | Team Visma-Lease a Bike | + 50 s             |
| 4e                 | Juan Ayuso         | Espagne            | UAE Team Emirates       | + 1 min 10 s       |
| 5e                 | Primož Roglič      | Slovénie           | Red Bull-Bora-Hansgrohe | + 1 min 14 s       |
| 6e                 | Carlos Rodríguez   | Espagne            | Ineos Grenadiers        | + 1 min 16 s       |
| 7e                 | Mikel Landa        | Espagne            | Soudal Quick-Step       | + 1 min 32 s       |
| 8e                 | João Almeida       | Portugal           | UAE Team Emirates       | + 1 min 32 s       |
| 9e                 | Giulio Ciccone     | Italie             | Lidl-Trek               | + 3 min 20 s       |
| 10e                | Egan Bernal        | Colombie           | Ineos Grenadiers        | + 3 min 21 s       |
| modifier           |                    |                    |                         |                    |

| Classement par points | Classement par points | Classement par points | Classement par points | Classement par points |
| --------------------- | --------------------- | --------------------- | --------------------- | --------------------- |
|                       | Coureur               | Pays                  | Équipe                | Point(s)              |
| 1er                   | Biniam Girmay         | Érythrée              | Intermarché-Wanty     | 102 points            |
| 2e                    | Mads Pedersen         | Danemark              | Lidl-Trek             | 94 pts                |
| 3e                    | Jonas Abrahamsen      | Norvège               | Uno-X Mobility        | 87 pts                |
| 4e                    | Jasper Philipsen      | Belgique              | Alpecin-Deceuninck    | 78 pts                |
| 5e                    | Kévin Vauquelin       | France                | Arkéa-B&B Hotels      | 60 pts                |
| 6e                    | Bryan Coquard         | France                | Cofidis               | 58 pts                |
| 7e                    | Fernando Gaviria      | Colombie              | Movistar Team         | 53 pts                |
| 8e                    | Mark Cavendish        | Royaume-Uni           | Astana Qazaqstan Team | 50 pts                |
| 9e                    | Tadej Pogačar         | Slovénie              | UAE Team Emirates     | 42 pts                |
| 10e                   | Arnaud De Lie         | Belgique              | Lotto Dstny           | 38 pts                |
| modifier              |                       |                       |                       |                       |

| Classement du meilleur grimpeur | Classement du meilleur grimpeur | Classement du meilleur grimpeur | Classement du meilleur grimpeur | Classement du meilleur grimpeur |
| ------------------------------- | ------------------------------- | ------------------------------- | ------------------------------- | ------------------------------- |
|                                 | Coureur                         | Pays                            | Équipe                          | Point(s)                        |
| 1er                             | Jonas Abrahamsen                | Norvège                         | Uno-X Mobility                  | 25 points                       |
| 2e                              | Tadej Pogačar                   | Slovénie                        | UAE Team Emirates               | 20 pts                          |
| 3e                              | Valentin Madouas                | France                          | Groupama-FDJ                    | 16 pts                          |
| 4e                              | Jonas Vingegaard                | Danemark                        | Team Visma-Lease a Bike         | 15 pts                          |
| 5e                              | Remco Evenepoel                 | Belgique                        | Soudal Quick-Step               | 12 pts                          |
| 6e                              | Stephen Williams                | Royaume-Uni                     | Israel-Premier Tech             | 10 pts                          |
| 7e                              | Carlos Rodríguez                | Espagne                         | Ineos Grenadiers                | 10 pts                          |
| 8e                              | Frank van den Broek             | Pays-Bas                        | Team dsm-firmenich PostNL       | 9 pts                           |
| 9e                              | Ion Izagirre                    | Espagne                         | Cofidis                         | 8 pts                           |
| 10e                             | Juan Ayuso                      | Espagne                         | UAE Team Emirates               | 8 pts                           |
| modifier                        |                                 |                                 |                                 |                                 |

| Classement général du meilleur jeune | Classement général du meilleur jeune | Classement général du meilleur jeune | Classement général du meilleur jeune | Classement général du meilleur jeune |
|                                      | Coureur                              | Pays                                 | Équipe                               | Temps                                |
| ------------------------------------ | ------------------------------------ | ------------------------------------ | ------------------------------------ | ------------------------------------ |
| 1er                                  | Remco Evenepoel                      | Belgique                             | Soudal Quick-Step                    | en 23 h 16 min 9 s                   |
| 2e                                   | Juan Ayuso                           | Espagne                              | UAE Team Emirates                    | + 25 s                               |
| 3e                                   | Carlos Rodríguez                     | Espagne                              | Ineos Grenadiers                     | + 31 s                               |
| 4e                                   | Matteo Jorgenson                     | États-Unis                           | Team Visma-Lease a Bike              | + 2 min 36 s                         |
| 5e                                   | Santiago Buitrago                    | Colombie                             | Bahrain Victorious                   | + 3 min 25 s                         |
| 6e                                   | Ilan Van Wilder                      | Belgique                             | Soudal Quick-Step                    | + 4 min 56 s                         |
| 7e                                   | Ben Healy                            | Irlande                              | EF Education-EasyPost                | + 7 min 27 s                         |
| 8e                                   | Javier Romo                          | Espagne                              | Movistar Team                        | + 8 min 15 s                         |
| 9e                                   | Tom Pidcock                          | Royaume-Uni                          | Ineos Grenadiers                     | + 11 min 38 s                        |
| 10e                                  | Oscar Onley                          | Royaume-Uni                          | Team dsm-firmenich PostNL            | + 11 min 57 s                        |
| modifier                             |                                      |                                      |                                      |                                      |

| Classement par équipes | Classement par équipes    | Classement par équipes | Classement par équipes |
|                        | Équipe                    | Pays                   | Temps                  |
| ---------------------- | ------------------------- | ---------------------- | ---------------------- |
| 1re                    | UAE Team Emirates         | Émirats arabes unis    | en 69 h 49 min 16 s    |
| 2e                     | Ineos Grenadiers          | Royaume-Uni            | + 4 min 54 s           |
| 3e                     | Soudal Quick-Step         | Belgique               | + 5 min 2 s            |
| 4e                     | Red Bull-Bora-Hansgrohe   | Allemagne              | + 6 min 34 s           |
| 5e                     | Bahrain Victorious        | Bahreïn                | + 11 min 27 s          |
| 6e                     | Movistar Team             | Espagne                | + 13 min 24 s          |
| 7e                     | Team Visma-Lease a Bike   | Pays-Bas               | + 17 min 39 s          |
| 8e                     | EF Education-EasyPost     | États-Unis             | + 23 min 37 s          |
| 9e                     | Lidl-Trek                 | États-Unis             | + 28 min 41 s          |
| 10e                    | Team dsm-firmenich PostNL | Pays-Bas               | + 34 min 33 s          |
| modifier               |                           |                        |                        |

## Abandons
Aucun coureur n'a abandonné.